# Veronica rhodopaea
Veronica rhodopaea är en grobladsväxtart som först beskrevs av Josef Velenovský, och fick sitt nu gällande namn av Árpád von Degen, Nikolai Andreev Stojanov och Stefanov. Veronica rhodopaea ingår i släktet veronikor, och familjen grobladsväxter. Inga underarter finns listade i Catalogue of Life.